# Michel de Groot
Michel de Groot (le Grand) (Amsterdam, 15 juli 1961) is een Nederlands muzikant, bassist, componist, schrijver en kunstschilder. 
Hij speelde van 1983 tot 1985 samen met Herman van Boeyen en Danny Lademacher in de rockformatie Vitesse. Het trio toerde regelmatig door Duitsland en de Benelux. Hij maakte met hen de albums Keepin' Me Alive! en Vanity Islands. In 1986 speelde hij een jaar met Margriet Eshuijs in theatertournees in Nederland en Hongarije. In 1987 kwam hij bij de band Time Bandits van Alides Hidding ter promotie van de in Amerika geproduceerde plaat We'll be Dancing, geproduceerd door Dan Hartman. Van de plaat komen geen hits, ondanks een grote promotiecampagne, en na een jaar wordt de band ontbonden.
In 1988 toerde hij samen met Mark Boon en Van Boeyen nog eens met Vitesse. Samen met Boon richtte hij de rock-popformatie The Zoo op met op drums Gus Genser en zanger Eric Peters. Voor Phonogram Records maakten zij met producer Erwin Musper de cd Whats in the package. Al het materiaal werd geschreven door Boon, Peters en De Groot.
In 2008 speelde hij bas in de Nederlandstalige funk-soulband Derick. Met live optredens in onder meer De Wereld Draait Door promootten zij het album Zwart zaad. In 2008 richtte De Groot samen met zangeres Carine Janssen de formatie Cat Green Eye op met op gitaar Martin van Helden, drums Marius Tjon Akoi en toetsen/viool Valentijn van der Grient en later Tico Pierhagen. De single Carrousel kwam uit onder het Franse label Wild Palms en er werd gewerkt aan een album met alleen eigen composities van De Groot. De muziek kenmerkt zich door de zwoele, jazzy stem van Carine Janssen in combinatie met pakkende melodieën, het best te omschrijven als "Romantic World Music". In 2011 tekende hij samen met Carine Janssen bij "Dee2records" en E-Sound Studio in Weesp en produceerde het debuutalbum van Cat Green Eye, met de titel Why Cry dat eind 2011 verscheen.
In 2012 had de Groot samen met zangeres en kunstenaar Carine Janssen een expositie in het Outsider Art Museum. Zijn cd The Color of Sound met voornamelijk baswerk is daar een onderdeel van en kreeg lovende kritiek in het muziekblad "De Gitarist". In 2016 schreef en produceerde hij de song Come together met vocalisten Alides Hidding en Carine Janssen. De release was in december 2016 onder de naam Lovechel.
Als kunstschilder maakte De Groot vooral in opdracht een groot aantal werken. Zijn stijl is realistisch/surrealistisch met nadruk op gevoel en kleur.
In mei 2023 publiceerde hij zijn eerste roman "Scar Tissue." Het verhaal gaat over een concertpianiste die in roerig water terecht komt, als zij door een noodlottig toeval de mogelijkheid krijgt faam te verwerven.